# کریستین دوفرین
کریستین دوفرین (انگلیسی: Christine Defraigne؛ زادهٔ ۲۹ آوریل ۱۹۶۲) یک سیاست‌مدار اهل بلژیک است.